# Санкович, Ксения Андреевна
Ксения Андреевна Санкович (бел. Ксенія Андрэеўна Санковіч; род. 27 февраля 1990 года в Минске) — белорусская гимнастка, специализирующаяся в групповых упражнениях (художественная гимнастика). Серебряный призёр Олимпийских игр 2012 года, бронзовый призёр Олимпийских игр 2008 года (обе медали — в групповом многоборье). Чемпионка Европы 2012 года. Заслуженный мастер спорта Республики Беларусь (2008).

## Политические взгляды
Подписала открытое письмо спортивных деятелей страны, выступающих за действующую власть Беларуси после жестких подавлений народных протестов в 2020 году.